# Vrvari
Vrvari (također poznati pod imenom Varvari) su naselje u Republici Hrvatskoj, u sastavu Grada Poreča, Istarska županija.

## Stanovništvo
Prema popisu stanovništva iz 2001. godine, naselje je imalo 523 stanovnika te 166 obiteljskih kućanstava.

Prema popisu stanovništva iz 2011. godine naselje je imalo 792 stanovnika.
| broj stanovnika | 104   | 115   | 157   | 164   | 192   | 252   | 291   | 224   | 164   | 125   | 120   | 158   | 306   | 639   | 523   | 792   | 951   |
|                 | 1857. | 1869. | 1880. | 1890. | 1900. | 1910. | 1921. | 1931. | 1948. | 1953. | 1961. | 1971. | 1981. | 1991. | 2001. | 2011. | 2021. |